# لاندريثون لي نورد
لاندريثون لي نورد (بالفرنسية: Landrethun-le-Nord)‏ هي بلدية تقع في إقليم باد كاليه من منطقة نور با دو كاليه في شمال فرنسا. تبلغ مساحة هذه المدينة 7.7 (كم²)، وترتفع عن سطح البحر 116 م، يبلغ عدد سكانها 1132 نسمة حسب إحصاء المعهد الوطني للإحصاء والدراسات الاقتصادية سنة 2009 م. وترأس Émile Petit البلدية خلال فترة (2008-2014).